# 傅蕾蕾
傅蕾蕾（英語：Jenny Pat，1981年8月8日—2014年12月28日），原名畢蕾蕾，父母离异后随母姓，改名傅蕾蕾，出生於香港，為中日混血兒。是著名中國國畫大師傅抱石的外孫女。

## 生平
傅蕾蕾原名畢蕾蕾，其母親傅益璇为傅抱石之次女，1970年由內地來港定居，因此畢蕾蕾在香港出生，曾在香港瑪利諾修院學校的小学与中学部念书。之后远赴加拿大入读Prince of Wales Secondary School，成绩优异。毕业后考取奖学金就读加拿大溫哥華英屬哥倫比亞大學，获藝術歷史系与数学系双学士学位。。1998年在温哥华生活期间，她半她工半读加入溫哥華中文電視台新時代電視任天氣預報主播，其後轉任節目主持，曾主持多個受歡迎節目，包括2001年至2002年的《螢幕八爪娛》(What's On)，該節目曾培育出多名主持或香港小姐，如前任有線娛樂新聞台主播陳貝兒、2006年香港小姐冠軍陳茵媺、2007年香港小姐冠軍張嘉兒等。除了电视台的工作，毕蕾更活跃于温哥华的演艺圈，为影视人协会会员，屡次参加演出舞台剧，主持大型节目，更曾获大学的华人歌唱比赛冠军。尽管如此，毕在温哥华的一次访问里向媒体表示，她一直只把演艺工作当作兴趣，而事业的志向还是在艺术工作方面，并无打算回港投身娱乐圈。
畢蕾蕾於2004年大學畢業後離職，並移居北京，在中国嘉德国际拍賣行工作，于2006回流香港定居，加入了國際知名拍賣行佳士得任职中国书画鑑定師，曾親自以天價拍賣出外祖父国画大师傅抱石的作品，成為佳話。
2008年2月9日，畢蕾蕾從所居住的香港半山區羅便臣道70號雍景臺1座三樓外牆處跌落至二樓簷篷，傷勢輕微。媒體報導當日中午12點畢蕾蕾從三樓失足落下被居民發現而報警。消防員到場把已陷入半昏迷的畢女救下，急送瑪麗醫院搶救。
2014年12月28日疑因抑鬱藥用量過度而意外辭世。